# توپاز رنچ استیتس (نوادا)
توپاز رنچ استیتس (به انگلیسی: Topaz Ranch Estates) یک منطقهٔ مسکونی در ایالات متحده آمریکا است که در نوادا واقع شده‌است. توپاز رنچ استیتس ۳۷٫۳ کیلومتر مربع مساحت و ۱٬۵۰۱ نفر جمعیت دارد و ۱٬۵۶۶٫۶۹ متر بالاتر از سطح دریا واقع شده‌است.